# Championnat du Japon de football 2017
Navigation
J1 League 2016 J1 League 2018
Le Championnat du Japon de football 2017 est la 52e édition de la première division japonaise et la 25e édition de la J.League. Le championnat a débuté le 25 février 2017 et s'est achevé le 2 décembre 2017. 
Les meilleurs de ce championnat se qualifient pour la compétition continentale qu'est la Ligue des Champions de l'AFC. Le nombre de qualifiés en Ligue des Champions via le championnat, de trois à quatre, varie en fonction du vainqueur de la coupe nationale, la coupe de l'Empereur.

## Les clubs participants
Les 15 premiers de la J League 2016, les trois premiers de la J2 League 2016 participent à la compétition.
| Club                       | Dernière montée | Ville     | Classement 2016 | Entraîneur          | Depuis | Stade                          | Capacité | Nombre de saisons |
| -------------------------- | --------------- | --------- | --------------- | ------------------- | ------ | ------------------------------ | -------- | ----------------- |
| Kashima Antlers            | -               | Kashima   | 1er             | Go Oiwa             | 2017   | Stade de Kashima               | 40 728   | 25                |
| Urawa Red Diamonds         | 2001            | Saitama   | 2e              | Takafumi Hori       | 2017   | Stade Saitama 2002             | 63 700   | 24                |
| Kawasaki Frontale          | 2005            | Kawasaki  | 3e              | Toru Oniki          | 2017   | Stade d'athlétisme de Todoroki | 27 495   | 14                |
| Gamba Osaka                | 2014            | Suita     | 4e              | Kenta Hasegawa      | 2013   | Stade de football de Suita     | 40 000   | 24                |
| Omiya Ardija               | 2016            | Saitama   | 5e              | Akira Ito           | 2017   | Stade du parc Omiya            | 15 500   | 12                |
| Sanfrecce Hiroshima        | 2009            | Hiroshima | 6e              | Jan Jönsson         | 2017   | Grande Arche d'Hiroshima       | 50 000   | 23                |
| Vissel Kobe                | 2014            | Kobe      | 7e              | Nelsinho Baptista   | 2015   | Stade du parc Misaki           | 30 132   | 19                |
| Kashiwa Reysol             | 2011            | Kashiwa   | 8e              | Takahiro Shimotaira | 2016   | Hitachi Kashiwa Stadium        | 15 349   | 21                |
| FC Tokyo                   | 2012            | Tokyo     | 9e              | Takayoshi Amma      | 2017   | Stade Ajinomoto                | 50 000   | 17                |
| Yokohama F. Marinos        | -               | Yokohama  | 10e             | Erick Mombaerts     | 2015   | Stade Nissan                   | 72 327   | 25                |
| Sagan Tosu                 | 2012            | Tosu      | 11e             | Massimo Ficcadenti  | 2016   | Stade de Tosu                  | 24 460   | 6                 |
| Vegalta Sendai             | 2010            | Sendai    | 12e             | Susumu Watanabe     | 2014   | Stade de Sendai                | 19 694   | 10                |
| Júbilo Iwata               | 2016            | Iwata     | 13e             | Hiroshi Nanami      | 2014   | Stade Yamaha                   | 16 893   | 22                |
| Ventforet Kōfu             | 2013            | Kōfu      | 14e             | Tatsuma Yoshida     | 2017   | Kose Sports Park Stadium       | 17 000   | 8                 |
| Albirex Niigata            | 2004            | Niigata   | 15e             | Wágner Lopes        | 2017   | Stade Denka                    | 42 300   | 14                |
| Hokkaido Consadole Sapporo | 2017            | Sapporo   | 1er             | Shuhei Yomoda       | 2015   | Dôme de Sapporo                | 42 122   | 6                 |
| Shimizu S-Pulse            | 2017            | Shizuoka  | 2e              | Shinji Kobayashi    | 2015   | Stade du parc Nihondaira       | 20 299   | 24                |
| Cerezo Osaka               | 2017            | Osaka     | 4e              | Yoon Jong-hwan      | 2017   | Stade Nagai                    | 50 000   | 19                |

- Tenant du titre et qualifié pour la phase de groupe de la Ligue des champions de l'AFC 2017
- Qualifié pour le tour préliminaire de la Ligue des champions de l'AFC 2017
- Promu de la J2 League 2016

### Localisation des clubs
| \| Clubs du Grand Tokyo · FC Tokyo (Tokyo) · Kawasaki Frontale (Kanagawa) · Kashima Antlers (Ibaraki) · Urawa Red Diamonds (Saitama) · Yokohama F. Marinos (Kanagawa) · Kashiwa Reysol (Chiba) · Ventforet Kōfu (Yamanashi) · Omiya Ardija (Saitama) Grand Tokyo Cerezo Osaka Sanfrecce Hiroshima Gamba Osaka Vissel Kobe Hokkaido Consadole Sapporo Vegalta Sendai Shimizu S-Pulse Sagan Tosu Júbilo Iwata Albirex Niigata \| Localisation des clubs engagés dans le championnat. |
| Clubs du Grand Tokyo · FC Tokyo (Tokyo) · Kawasaki Frontale (Kanagawa) · Kashima Antlers (Ibaraki) · Urawa Red Diamonds (Saitama) · Yokohama F. Marinos (Kanagawa) · Kashiwa Reysol (Chiba) · Ventforet Kōfu (Yamanashi) · Omiya Ardija (Saitama) Grand Tokyo Cerezo Osaka Sanfrecce Hiroshima Gamba Osaka Vissel Kobe Hokkaido Consadole Sapporo Vegalta Sendai Shimizu S-Pulse Sagan Tosu Júbilo Iwata Albirex Niigata                                                           |

| Clubs du Grand Tokyo · FC Tokyo (Tokyo) · Kawasaki Frontale (Kanagawa) · Kashima Antlers (Ibaraki) · Urawa Red Diamonds (Saitama) · Yokohama F. Marinos (Kanagawa) · Kashiwa Reysol (Chiba) · Ventforet Kōfu (Yamanashi) · Omiya Ardija (Saitama) Grand Tokyo Cerezo Osaka Sanfrecce Hiroshima Gamba Osaka Vissel Kobe Hokkaido Consadole Sapporo Vegalta Sendai Shimizu S-Pulse Sagan Tosu Júbilo Iwata Albirex Niigata |

## Compétition

### Classement
Source : CLASSEMENT J1 LEAGUE 2017 sur transfermarkt.fr
| Rang | Équipe                       | Pts | J  | G  | N  | P  | Bp | Bc | Diff |
| ---- | ---------------------------- | --- | -- | -- | -- | -- | -- | -- | ---- |
| 1    | Kawasaki Frontale            | 72  | 34 | 21 | 9  | 4  | 71 | 32 | +39  |
| 2    | Kashima Antlers S T          | 72  | 34 | 23 | 3  | 8  | 53 | 31 | +22  |
| 3    | Cerezo Osaka P C L           | 63  | 34 | 19 | 6  | 9  | 65 | 43 | +22  |
| 4    | Kashiwa Reysol               | 62  | 34 | 18 | 8  | 8  | 49 | 33 | +16  |
| 5    | Yokohama F. Marinos          | 59  | 34 | 17 | 8  | 9  | 45 | 36 | +9   |
| 6    | Júbilo Iwata                 | 58  | 34 | 16 | 10 | 8  | 50 | 30 | +20  |
| 7    | Urawa Red Diamonds C1        | 49  | 34 | 14 | 7  | 13 | 64 | 54 | +10  |
| 8    | Sagan Tosu                   | 47  | 34 | 13 | 8  | 13 | 41 | 44 | -3   |
| 9    | Vissel Kobe                  | 44  | 34 | 13 | 5  | 16 | 40 | 45 | -5   |
| 10   | Gamba Osaka                  | 43  | 34 | 11 | 10 | 13 | 48 | 41 | +7   |
| 11   | Hokkaido Consadole Sapporo P | 43  | 34 | 12 | 7  | 15 | 39 | 47 | -8   |
| 12   | Vegalta Sendai               | 41  | 34 | 11 | 8  | 15 | 44 | 53 | -9   |
| 13   | FC Tokyo                     | 40  | 34 | 10 | 10 | 14 | 37 | 42 | -5   |
| 14   | Shimizu S-Pulse P            | 34  | 34 | 8  | 10 | 16 | 36 | 54 | -18  |
| 15   | Sanfrecce Hiroshima          | 33  | 34 | 8  | 9  | 17 | 32 | 49 | -17  |
| 16   | Ventforet Kofu               | 32  | 34 | 7  | 11 | 16 | 23 | 39 | -16  |
| 17   | Albirex Niigata              | 28  | 34 | 7  | 7  | 20 | 28 | 60 | -32  |
| 18   | Omiya Ardija                 | 25  | 34 | 5  | 10 | 19 | 28 | 60 | -32  |

|  | Qualification pour la Ligue des champions de l'AFC 2018 |
|  | Qualification pour le tour préliminaire de la Ligue des champions de l'AFC 2018 |
|  | Reléguer en J League 2 2018 |
|  | T : Tenant du titre C : Vainqueur de la Coupe de l'Empereur 2017 L : Vainqueur de la Coupe de la Ligue 2017 S : Vainqueur de la Supercoupe du Japon 2017 C1 : Vainqueur de la Ligue des champions de l'AFC 2017 P : Promu de D2 |

## Statistiques

### Meilleurs buteurs
|                    | Buteur         | Club               | Buts | Pen. | MJ | BM%  | Min.  |
| ------------------ | -------------- | ------------------ | ---- | ---- | -- | ---- | ----- |
| Médaille d'or      | Yu Kobayashi   | Kawasaki Frontale  | 23   | 4    | 34 | 0,68 | 2 946 |
| Médaille d'argent  | Kenyu Sugimoto | Cerezo Osaka       | 22   | 2    | 34 | 0,65 | 2 995 |
| Médaille de bronze | Shinzo Koroki  | Urawa Red Diamonds | 20   | 4    | 33 | 0,61 | 2 863 |
| 4                  | Kengo Kawamata | Júbilo Iwata       | 14   | 1    | 34 | 0,41 | 2 853 |
| 5                  | Cristiano      | Kashiwa Reysol     | 12   | 3    | 33 | 0,36 | 2 867 |
| 6                  | Mu Kanazaki    | Kashima Antlers    | 12   | 3    | 30 | 0,40 | 2 363 |
| 7                  | Rafael Silva   | Urawa Red Diamonds | 12   | 1    | 25 | 0,48 | 1 762 |
| 8                  | Leandro        | Kashima Antlers    | 11   | 0    | 23 | 0,48 | 1 826 |
| 9                  | Hiroyuki Abe   | Kawasaki Frontale  | 10   | 0    | 28 | 0,36 | 2 240 |
| 10                 | Naoki Ishihara | Vegalta Sendai     | 10   | 0    | 31 | 0,32 | 2 737 |

| Source : CLASSEMENT DES BUTEURS J1 LEAGUE 2017 Légende Pen. : Nombre de pénaltys MJ : Nombre de matchs joués BM% : Ratio de buts par match Min. : Temps de jeu total en minutes |

## Parcours continental des clubs
Le parcours des clubs japonais en Ligue des champions de l'AFC est important puisqu'il détermine le coefficient AFC japonais, et donc le nombre de clubs japonais présents dans la compétition les années suivantes.
| Club               | Compétition         | Résultat        | Ultime(s) adversaire(s) | Ultime(s) adversaire(s) | Ultime(s) adversaire(s) |
| ------------------ | ------------------- | --------------- | ----------------------- | ----------------------- | ----------------------- |
| Kashima Antlers    | Ligue des champions | 1/8 de finale   | Guangzhou FC            | Guangzhou FC            | Guangzhou FC            |
| Urawa Red Diamonds | Ligue des champions | Vainqueur       | Al-Hilal                | Al-Hilal                | Al-Hilal                |
| Kawasaki Frontale  | Ligue des champions | 1/4 de finale   | Urawa Red Diamonds      | Urawa Red Diamonds      | Urawa Red Diamonds      |
| Gamba Osaka        | Ligue des champions | Phase de Groupe | Jiangsu FC              | Jeju United             | Adélaïde United         |